# Air Corridor
Air Corridor is een Mozambikaanse luchtvaartmaatschappij met haar thuisbasis in Nampula. Air Corridor is opgericht in 2004.
Air Corridor voert lijnvluchten uit naar Beira, Lichinga, Maputo, Nampula, Pemba, Quelimane en Tete (juni 2007).
De vloot van Air Corridor bestaat uit twee Boeings 737-200 (juni 2007).